# Johanna Eleonora De la Gardie
Johanna Eleonora De la Gardie (Hamburg, 26 juni 1661 - Stockholm, 27 december 1708), was een Zweeds gravin, schrijfster, dichteres en hofdame.

## Biografie
Johanna Eleonora De la Gardie was de dochter van graaf Pontus Fredrik De la Gardie en Beata Elisabet von Königsmarck. Johanna Eleonora De la Gardie werd in 1680 hofdame van koningin Ulrika Eleonora. Zowel zij als haar zus waren naar verluidt goede vriendinnen van Ulrika Eleonora Ze was tevens ook bevriend met koningin Hedwig Eleonora.
In de winter van 1683-1684 werd de Zweedse première van Iphigenie van Jean Racine uitgevoerd door een groep vrouwelijke amateurs aan het hof met de aanmoediging van de Zweedse koningin Ulrika Eleonora. Johanna Eleonora De la Gardie speelde Iphigenie, Amalia Wilhelmina Königsmarck Achilles, Aurora Königsmarck Clitemnestre, Augusta Wrangel Agamemnon en Ebba Maria De la Gardie Eriphile. Dit was waarschijnlijk het eerste stuk dat uitsluitend door vrouwen in Zweden werd opgevoerd.
Johanna Eleonora trouwde in 1691 in Hamburg met haar neef, luitenant-generaal en graaf Erik Gustaf Stenbock, en ging samen met hem naar Engeland, waar ze tot 1697 woonden. In Engeland raakte ze bevriend met Maria II van Engeland. Daarna keerden ze terug naar Zweden.
Johanna Eleonora De la Gardie schreef Portrait d'Ismène, een gedenkteken voor Ulrika Eleonora, en nr. 225 in Stockholms Gesangbuch: “Weich, Falsche Welt”. Ze financierde andere schrijvers en dichters en was naar verluidt een leraar en inspiratiebron van de minister en schrijver Samuel Triewald.
Ze schreef ook de psalm Dödens makt och tyranni (vertaald Macht en tirannie van de dood).
Ze stierf tijdens kerst 1708 na een ziektebed van enkele jaren.